# Euro Winners Cup 2017
La Euro Winners Cup 2017 è la 5ª edizione del torneo. Iniziata il 26 maggio 2017 e terminata il 4 giugno 2017.
La squadra vincitrice è il SC Braga che ha battuto in finale l'Artur Music Kiev per 8 a 5 a Nazaré.

## Partecipanti
Per questa edizione saranno 54 le squadre partecipanti, provenienti da 25 paesi differenti. Sono 28 le squadre direttamente qualificate alla fase finale, tra cui Viareggio (in qualità di campione della precedente edizione), ACD Sótão e SC Braga (come paese ospitante), le altre 25 come campioni nazionali (tranne la Lazio che partecipa come seconda del campionato italiano che è stato vinto sempre dal Viareggio).
Le restanti 26 hanno preso parte ai preliminari.
| Fase finale               | Fase finale              | Fase finale             | Fase finale          |
| ------------------------- | ------------------------ | ----------------------- | -------------------- |
| Viareggio                 | Cadiz CF Sotelo          | Ibbenburener BSC        | Arman                |
| Sporting CP               | BSC Griffin              | Atlas AO                | Dinamo Batumi        |
| ACD Sótão                 | BSC Grembach Łódź        | Seferihisar Cittaslow   | Kfar Qassem BS Club  |
| SC Braga                  | Jászfényszaru GWP Cservy | ACS West Deva           | RTU                  |
| BSC Kristall              | Grande Motte Pyramide    | FC Valicecar            | Glomminge IF         |
| Lazio BS                  | FC BATE Borisov          | CS Djoker Chisinau      | LSA Perwez BS        |
| Winti Panthers            | Silesia St Neots         | Betuws BS               | MFC Spartak Varna    |
| Preliminari               |                          |                         |                      |
| Casa Benfica de Loures    | BSC Spartak Moscow       | KP Łódź                 | Rostocker Robben     |
| Vitoria FC                | CSKA Moscow              | ESC Gyongyos            | A.P.S. Napoli Patron |
| CD Vila Franca do Rosario | FC City                  | Littoral BS Dunkerquois | Alanyaspor           |
| GR Amigos da Paz          | FC Delta                 | Montpellier Herault     | BS Lansingerland     |
| CD Nacional da Madeira    | CD Bala Azul             | BSC Vitoblsport         | Littoral BS de Panne |
| CF OS Belenenses          | Levante UD               | Portsmouth BSC          |                      |
| FC Lokomotiv Moscow       | BSC Artur Music          | SK Bosnia EU Teplice    |                      |

## Preliminari
Il turno preliminare è composto da cinque gruppi da 4 squadre e due da 3 squadre, che si affrontano in gironi all’italiana. I vincenti di ogni girone più la miglior seconda passano alla fase finale.
Gli incontri si sono svolti tra il 26 e 28 maggio 2017.

### Gruppo 1
| Squadra                 | G | V | V+ | P | GF | GS | DG  | Pt |
| ----------------------- | - | - | -- | - | -- | -- | --- | -- |
| FC Delta                | 3 | 3 | 0  | 0 | 24 | 5  | +19 | 9  |
| BSC Artur Music         | 3 | 2 | 0  | 1 | 28 | 8  | +20 | 6  |
| SK Bosnia EU Teplice    | 3 | 1 | 0  | 2 | 7  | 27 | –20 | 3  |
| Littoral BS Dunkerquois | 3 | 0 | 0  | 3 | 7  | 26 | –19 | 0  |

| Squadra 1               | Risultato | Squadra 2               |
| ----------------------- | --------- | ----------------------- |
| FC Delta                | 9 – 1     | Littoral BS Dunkerquois |
| SK Bosnia EU Teplice    | 0 – 14    | BSC Artur Music         |
| FC Delta                | 10 – 1    | SK Bosnia EU Teplice    |
| BSC Artur Music         | 11 – 3    | Littoral BS Dunkerquois |
| Littoral BS Dunkerquois | 3 – 6     | SK Bosnia EU Teplice    |
| BSC Artur Music         | 3 – 5     | FC Delta                |

### Gruppo 2
| Squadra                | G | V | V+ | P | GF | GS | DG  | Pt |
| ---------------------- | - | - | -- | - | -- | -- | --- | -- |
| BSC Spartak Moscow     | 3 | 2 | 1  | 0 | 20 | 7  | +13 | 7  |
| Casa Benfica de Loures | 3 | 2 | 0  | 1 | 18 | 15 | +3  | 6  |
| Rostocker Robben       | 3 | 1 | 0  | 2 | 14 | 14 | 0   | 3  |
| A.P.S. Napoli Patron   | 3 | 0 | 0  | 3 | 8  | 24 | –16 | 0  |

| Squadra 1              | Risultato        | Squadra 2              |
| ---------------------- | ---------------- | ---------------------- |
| BSC Spartak Moscow     | 9 – 1            | A.P.S. Napoli Patron   |
| Rostocker Robben       | 5 – 6            | Casa Benfica de Loures |
| BSC Spartak Moscow     | 4 – 4 3 – 2 rig. | Rostocker Robben       |
| Casa Benfica de Loures | 10 – 3           | A.P.S. Napoli Patron   |
| A.P.S. Napoli Patron   | 4 – 5            | Rostocker Robben       |
| Casa Benfica de Loures | 2 – 7            | BSC Spartak Moscow     |

### Gruppo 3
| Squadra              | G | V | V+ | P | GF | GS | DG  | Pt |
| -------------------- | - | - | -- | - | -- | -- | --- | -- |
| FC Lokomotiv Moscow  | 2 | 2 | 0  | 0 | 25 | 3  | +22 | 6  |
| Vitoria FC           | 2 | 1 | 0  | 1 | 8  | 17 | –9  | 3  |
| Littoral BS de Panne | 2 | 0 | 0  | 2 | 3  | 16 | –13 | 0  |

| Squadra 1           | Risultato | Squadra 2            |
| ------------------- | --------- | -------------------- |
| FC Lokomotiv Moscow | 9 – 2     | Littoral BS de Panne |
| Vitoria FC          | 7 – 1     | Littoral BS de Panne |
| FC Lokomotiv Moscow | 16 – 1    | Vitoria FC           |

### Gruppo 4
| Squadra                   | G | V | V+ | P | GF | GS | DG  | Pt |
| ------------------------- | - | - | -- | - | -- | -- | --- | -- |
| CSKA Moscow               | 3 | 3 | 0  | 0 | 22 | 6  | +16 | 9  |
| ESC Gyongyos              | 3 | 2 | 0  | 1 | 21 | 8  | +13 | 6  |
| BS Lansingerland          | 3 | 1 | 0  | 2 | 9  | 27 | –18 | 3  |
| CD Vila Franca do Rosario | 3 | 0 | 0  | 3 | 9  | 20 | –11 | 0  |

| Squadra 1                 | Risultato | Squadra 2                 |
| ------------------------- | --------- | ------------------------- |
| CD Vila Franca do Rosario | 1 – 8     | CSKA Moscow               |
| BS Lansingerland          | 1 – 12    | ESC Gyongyos              |
| CD Vila Franca do Rosario | 5 – 6     | BS Lansingerland          |
| ESC Gyongyos              | 3 – 4     | CSKA Moscow               |
| CSKA Moscow               | 10 – 2    | BS Lansingerland          |
| ESC Gyongyos              | 6 – 3     | CD Vila Franca do Rosario |

### Gruppo 5
| Squadra          | G | V | V+ | P | GF | GS | DG  | Pt |
| ---------------- | - | - | -- | - | -- | -- | --- | -- |
| KP Łódź          | 3 | 3 | 0  | 0 | 28 | 13 | +15 | 9  |
| FC City          | 3 | 2 | 0  | 1 | 13 | 9  | +4  | 6  |
| GR Amigos da Paz | 3 | 1 | 0  | 2 | 13 | 15 | –2  | 3  |
| Portsmouth BSC   | 3 | 0 | 0  | 3 | 9  | 26 | –17 | 0  |

| Squadra 1        | Risultato | Squadra 2        |
| ---------------- | --------- | ---------------- |
| GR Amigos da Paz | 2 – 4     | FC City          |
| Portsmouth BSC   | 4 – 15    | KP Łódź          |
| GR Amigos da Paz | 7 – 4     | Portsmouth BSC   |
| KP Łódź          | 6 – 5     | FC City          |
| FC City          | 4 – 1     | Portsmouth BSC   |
| KP Łódź          | 7 – 4     | GR Amigos da Paz |

### Gruppo 6
| Squadra                | G | V | V+ | P | GF | GS | DG | Pt |
| ---------------------- | - | - | -- | - | -- | -- | -- | -- |
| CD Nacional da Madeira | 2 | 1 | 1  | 0 | 8  | 6  | +2 | 5  |
| Levante UD             | 2 | 1 | 0  | 1 | 7  | 7  | 0  | 3  |
| BSC Vitoblsport        | 2 | 0 | 0  | 2 | 6  | 8  | –2 | 0  |

| Squadra 1              | Risultato      | Squadra 2              |
| ---------------------- | -------------- | ---------------------- |
| CD Nacional da Madeira | 4 – 3 (a.e.t.) | Levante UD             |
| BSC Vitoblsport        | 3 – 4          | Levante UD             |
| BSC Vitoblsport        | 3 – 4          | CD Nacional da Madeira |

### Gruppo 7
| Squadra             | G | V | V+ | P | GF | GS | DG  | Pt |
| ------------------- | - | - | -- | - | -- | -- | --- | -- |
| CD Bala Azul        | 3 | 3 | 0  | 0 | 21 | 11 | +10 | 9  |
| Alanyaspor          | 3 | 2 | 0  | 1 | 14 | 12 | +2  | 6  |
| Montpellier Herault | 3 | 0 | 1  | 2 | 12 | 15 | –3  | 2  |
| CF OS Belenenses    | 3 | 0 | 0  | 3 | 7  | 16 | –9  | 0  |

| Squadra 1           | Risultato   | Squadra 2           |
| ------------------- | ----------- | ------------------- |
| CF OS Belenenses    | 3 – 4 (dts) | Montpellier Herault |
| Alanyaspor          | 5 – 6       | CD Bala Azul        |
| CD Bala Azul        | 7 – 5       | Montpellier Herault |
| CF OS Belenenses    | 3 – 4       | Alanyaspor          |
| Montpellier Herault | 3 – 5       | Alanyaspor          |
| CD Bala Azul        | 8 – 1       | CF OS Belenenses    |

## Fase a gironi
Il sorteggio dei gironi della fase finale è stato effettuato il 4 aprile 2017.
I gironi sono 9 e passano al turno successivo tutte le prime più le migliori 7 seconde.
Le partite si sono svolte tra il 29 ed il 31 maggio 2017.

### Gruppo A
| Squadra         | G | V | V+ | P | GF | GS | DG  | Pt |
| --------------- | - | - | -- | - | -- | -- | --- | -- |
| BSC Artur Music | 3 | 3 | 0  | 0 | 18 | 5  | +13 | 9  |
| ACD Sótão       | 3 | 2 | 0  | 1 | 18 | 8  | +10 | 6  |
| FC Valicecar    | 3 | 1 | 0  | 2 | 14 | 17 | –3  | 3  |
| Glomminge IF    | 3 | 0 | 0  | 3 | 6  | 26 | –20 | 0  |

| Squadra 1       | Risultato | Squadra 2       |
| --------------- | --------- | --------------- |
| FC Valicecar    | 7 – 3     | Glomminge IF    |
| BSC Artur Music | 2 – 1     | ACD Sótão       |
| ACD Sótão       | 11 – 1    | Glomminge IF    |
| FC Valicecar    | 2 – 8     | BSC Artur Music |
| ACD Sótão       | 6 – 5     | FC Valicecar    |
| Glomminge IF    | 2 – 8     | BSC Artur Music |

### Gruppo B
| Squadra             | G | V | V+ | P | GF | GS | DG  | Pt |
| ------------------- | - | - | -- | - | -- | -- | --- | -- |
| FC Lokomotiv Moscow | 3 | 2 | 1  | 0 | 19 | 8  | +11 | 8  |
| Viareggio BS        | 3 | 2 | 0  | 1 | 27 | 13 | +14 | 6  |
| LSA Perwez BS       | 3 | 1 | 0  | 2 | 8  | 17 | –9  | 3  |
| CS Djoker Chisinau  | 3 | 0 | 0  | 3 | 7  | 23 | –16 | 0  |

| Squadra 1           | Risultato   | Squadra 2           |
| ------------------- | ----------- | ------------------- |
| LSA Perwez BS       | 4 – 3       | CS Djoker Chisinau  |
| FC Lokomotiv Moscow | 7 – 6 (dts) | Viareggio BS        |
| Viareggio BS        | 14 – 3      | CS Djoker Chisinau  |
| LSA Perwez BS       | 1 – 7       | FC Lokomotiv Moscow |
| Viareggio BS        | 7 – 3       | LSA Perwez BS       |
| CS Djoker Chisinau  | 1 – 5       | FC Lokomotiv Moscow |

### Gruppo C
| Squadra          | G | V | V+ | P | GF | GS | DG | Pt |
| ---------------- | - | - | -- | - | -- | -- | -- | -- |
| Dinamo Batumi    | 3 | 2 | 0  | 1 | 15 | 9  | +6 | 6  |
| Lazio BS         | 3 | 1 | 1  | 1 | 16 | 12 | +4 | 5  |
| Arman            | 3 | 1 | 0  | 2 | 13 | 16 | –3 | 3  |
| Silesia St Neots | 3 | 1 | 0  | 2 | 11 | 18 | –7 | 3  |

| Squadra 1        | Risultato   | Squadra 2        |
| ---------------- | ----------- | ---------------- |
| Arman            | 7 – 4       | Silesia St Neots |
| Dinamo Batumi    | 3 – 5 (dts) | Lazio BS         |
| Lazio BS         | 4 – 5       | Silesia St Neots |
| Arman            | 2 – 5       | Dinamo Batumi    |
| Lazio BS         | 7 – 4       | Arman            |
| Silesia St Neots | 2 – 7       | Dinamo Batumi    |

### Gruppo D
| Squadra                   | G | V | V+ | P | GF | GS | DG  | Pt |
| ------------------------- | - | - | -- | - | -- | -- | --- | -- |
| Seferihisar Cittaslow     | 3 | 3 | 0  | 0 | 16 | 10 | +6  | 9  |
| Griffin Kyiv\|BSC Griffin | 3 | 2 | 0  | 1 | 13 | 6  | +7  | 6  |
| MFC Spartak Varna         | 3 | 1 | 0  | 2 | 12 | 10 | +2  | 3  |
| ACS West Deva             | 3 | 0 | 0  | 3 | 7  | 22 | –15 | 0  |

| Squadra 1                 | Risultato | Squadra 2                 |
| ------------------------- | --------- | ------------------------- |
| MFC Spartak Varna         | 3 – 4     | Seferihisar Cittaslow     |
| ACS West Deva             | 0 – 7     | Griffin Kyiv\|BSC Griffin |
| Griffin Kyiv\|BSC Griffin | 4 – 5     | Seferihisar Cittaslow     |
| MFC Spartak Varna         | 8 – 4     | ACS West Deva             |
| Griffin Kyiv\|BSC Griffin | 2 – 1     | MFC Spartak Varna         |
| Seferihisar Cittaslow     | 7 – 3     | ACS West Deva             |

### Gruppo E
| Squadra            | G | V | V+ | P | GF | GS | DG  | Pt |
| ------------------ | - | - | -- | - | -- | -- | --- | -- |
| Sporting CP        | 3 | 2 | 1  | 0 | 12 | 7  | +5  | 7  |
| BSC Spartak Moscow | 3 | 2 | 0  | 1 | 18 | 8  | +10 | 6  |
| Betuws BS          | 3 | 0 | 1  | 2 | 11 | 16 | –5  | 2  |
| RTU                | 3 | 0 | 0  | 3 | 3  | 13 | –10 | 0  |

| Squadra 1          | Risultato        | Squadra 2          |
| ------------------ | ---------------- | ------------------ |
| Betuws BS          | 3 – 2 (dts)      | RTU                |
| BSC Spartak Moscow | 3 – 3 2 – 3 rig. | Sporting CP        |
| Sporting CP        | 4 – 1            | RTU                |
| Betuws BS          | 5 – 9            | BSC Spartak Moscow |
| Sporting CP        | 5 – 3            | Betuws BS          |
| RTU                | 0 – 6            | BSC Spartak Moscow |

### Gruppo F
| Squadra          | G | V | V+ | P | GF | GS | DG  | Pt |
| ---------------- | - | - | -- | - | -- | -- | --- | -- |
| SC Braga         | 3 | 3 | 0  | 0 | 25 | 4  | +21 | 9  |
| CD Bala Azul     | 3 | 2 | 0  | 1 | 10 | 5  | +5  | 6  |
| Ibbenburener BSC | 3 | 1 | 0  | 2 | 13 | 16 | –3  | 3  |
| Winti Panthers   | 3 | 0 | 0  | 3 | 2  | 25 | –23 | 0  |

| Squadra 1        | Risultato | Squadra 2        |
| ---------------- | --------- | ---------------- |
| SC Braga         | 11 – 4    | Ibbenburener BSC |
| CD Bala Azul     | 7 – 0     | Winti Panthers   |
| Winti Panthers   | 2 – 8     | Ibbenburener BSC |
| SC Braga         | 4 – 0     | CD Bala Azul     |
| Winti Panthers   | 0 – 10    | SC Braga         |
| Ibbenburener BSC | 1 – 3     | CD Bala Azul     |

### Gruppo G
| Squadra                | G | V | V+ | P | GF | GS | DG  | Pt |
| ---------------------- | - | - | -- | - | -- | -- | --- | -- |
| BSC Kristall           | 3 | 3 | 0  | 0 | 19 | 6  | +13 | 9  |
| Cadiz CF Sotelo        | 3 | 2 | 0  | 1 | 16 | 13 | +3  | 6  |
| CD Nacional da Madeira | 3 | 1 | 0  | 2 | 6  | 11 | –5  | 3  |
| Atlas AO               | 3 | 0 | 0  | 3 | 3  | 14 | –11 | 0  |

| Squadra 1              | Risultato | Squadra 2              |
| ---------------------- | --------- | ---------------------- |
| Atlas AO               | 0 – 5     | BSC Kristall           |
| CD Nacional da Madeira | 3 – 4     | Cadiz CF Sotelo        |
| BSC Kristall           | 7 – 5     | Cadiz CF Sotelo        |
| CD Nacional da Madeira | 2 – 0     | Atlas AO               |
| BSC Kristall           | 7 – 1     | CD Nacional da Madeira |
| Cadiz CF Sotelo        | 7 – 3     | Atlas AO               |

### Gruppo H
| Squadra                  | G | V | V+ | P | GF | GS | DG | Pt |
| ------------------------ | - | - | -- | - | -- | -- | -- | -- |
| CSKA Moscow              | 3 | 3 | 0  | 0 | 12 | 6  | +6 | 9  |
| Jászfényszaru GWP Cservy | 3 | 1 | 1  | 1 | 11 | 7  | +4 | 5  |
| FC BATE Borisov          | 3 | 1 | 0  | 2 | 10 | 12 | –2 | 3  |
| KP Łódź                  | 3 | 0 | 0  | 3 | 8  | 16 | –8 | 0  |

| Squadra 1                | Risultato   | Squadra 2                |
| ------------------------ | ----------- | ------------------------ |
| KP Łódź                  | 2 – 7       | Jászfényszaru GWP Cservy |
| CSKA Moscow              | 5 – 3       | FC BATE Borisov          |
| Jászfényszaru GWP Cservy | 3 – 2 (dts) | FC BATE Borisov          |
| CSKA Moscow              | 4 – 2       | KP Łódź                  |
| Jászfényszaru GWP Cservy | 1 – 3       | CSKA Moscow              |
| FC BATE Borisov          | 5 – 4       | KP Łódź                  |

### Gruppo I
| Squadra               | G | V | V+ | P | GF | GS | DG  | Pt |
| --------------------- | - | - | -- | - | -- | -- | --- | -- |
| FC Delta              | 3 | 3 | 0  | 0 | 17 | 8  | +9  | 9  |
| BSC Grembach Łódź     | 3 | 2 | 0  | 1 | 15 | 12 | +3  | 6  |
| Kfar Qassem BS Club   | 3 | 1 | 0  | 2 | 11 | 12 | –1  | 3  |
| Grande Motte Pyramide | 3 | 0 | 0  | 3 | 9  | 20 | –11 | 0  |

| Squadra 1             | Risultato | Squadra 2             |
| --------------------- | --------- | --------------------- |
| Kfar Qassem BS Club   | 5 – 3     | Grande Motte Pyramide |
| FC Delta              | 6 – 2     | BSC Grembach Łódź     |
| BSC Grembach Łódź     | 8 – 3     | Grande Motte Pyramide |
| Kfar Qassem BS Club   | 3 – 4     | FC Delta              |
| BSC Grembach Łódź     | 5 – 3     | Kfar Qassem BS Club   |
| Grande Motte Pyramide | 3 – 7     | FC Delta              |

## Tabellone (fase finale)
|  | Ottavi di finale      | Ottavi di finale     |       |                    | Quarti di finale | Quarti di finale |  |                      | Semifinali | Semifinali | Semifinali | Semifinali |  |                 | Finale | Finale |
|  |                       |                      |       |                    |                  |                  |  |                      |            |            |            |            |  |                 |        |        |
|  | FC Delta              | 5                    |       |                    |                  |                  |  |                      |            |            |            |            |  |                 |        |        |
|  | BSC Griffin           | 2                    |       |                    |                  |                  |  |                      |            |            |            |            |  |                 |        |        |
|  | BSC Griffin           | 2                    |       | FC Delta           | 6                |                  |  |                      |            |            |            |            |  |                 |        |        |
|  |                       |                      |       | FC Delta           | 6                |                  |  |                      |            |            |            |            |  |                 |        |        |
|  |                       | CD Bala Azul         | 3     |                    |                  |                  |  |                      |            |            |            |            |  |                 |        |        |
|  | CSKA Moscow           | CD Bala Azul         | 3     | 2 (2)              |                  |                  |  |                      |            |            |            |            |  |                 |        |        |
|  | CSKA Moscow           |                      |       | 2 (2)              |                  |                  |  |                      |            |            |            |            |  |                 |        |        |
|  | CD Bala Azul          | 2 (3)                |       |                    |                  |                  |  |                      |            |            |            |            |  |                 |        |        |
|  | CD Bala Azul          | 2 (3)                |       |                    |                  |                  |  | FC Delta             | 5          |            |            |            |  |                 |        |        |
|  |                       |                      |       |                    |                  |                  |  | FC Delta             | 5          |            |            |            |  |                 |        |        |
|  |                       | BSC Artur Music      | 7     |                    |                  |                  |  |                      |            |            |            |            |  |                 |        |        |
|  | Seferihisar Cittaslow | BSC Artur Music      | 7     | 4                  |                  |                  |  |                      |            |            |            |            |  |                 |        |        |
|  | Seferihisar Cittaslow |                      |       | 4                  |                  |                  |  |                      |            |            |            |            |  |                 |        |        |
|  | BSC Spartak Moscow    | 6                    |       |                    |                  |                  |  |                      |            |            |            |            |  |                 |        |        |
|  | BSC Spartak Moscow    | 6                    |       | BSC Spartak Moscow | 1                |                  |  |                      |            |            |            |            |  |                 |        |        |
|  |                       |                      |       | BSC Spartak Moscow | 1                |                  |  |                      |            |            |            |            |  |                 |        |        |
|  |                       | BSC Artur Music      | 3     |                    |                  |                  |  |                      |            |            |            |            |  |                 |        |        |
|  | BSC Artur Music       | BSC Artur Music      | 3     | 4 (3)              |                  |                  |  |                      |            |            |            |            |  |                 |        |        |
|  | BSC Artur Music       |                      |       | 4 (3)              |                  |                  |  |                      |            |            |            |            |  |                 |        |        |
|  | Viareggio BS          | 4 (2)                |       |                    |                  |                  |  |                      |            |            |            |            |  |                 |        |        |
|  | Viareggio BS          | 4 (2)                |       |                    |                  |                  |  |                      |            |            |            |            |  | BSC Artur Music | 5      |        |
|  |                       |                      |       |                    |                  |                  |  |                      |            |            |            |            |  | BSC Artur Music | 5      |        |
|  |                       | SC Braga             | 8     |                    |                  |                  |  |                      |            |            |            |            |  |                 |        |        |
|  | BSC Kristall          | SC Braga             | 8     | 4                  |                  |                  |  |                      |            |            |            |            |  |                 |        |        |
|  | BSC Kristall          |                      |       | 4                  |                  |                  |  |                      |            |            |            |            |  |                 |        |        |
|  | Dinamo Batumi         | 2                    |       |                    |                  |                  |  |                      |            |            |            |            |  |                 |        |        |
|  | Dinamo Batumi         | 2                    |       | BSC Kristall       | 4 (2)            |                  |  |                      |            |            |            |            |  |                 |        |        |
|  |                       |                      |       | BSC Kristall       | 4 (2)            |                  |  |                      |            |            |            |            |  |                 |        |        |
|  |                       | BSC Lokomotiv Moscow | 4 (3) |                    |                  |                  |  |                      |            |            |            |            |  |                 |        |        |
|  | BSC Lokomotiv Moscow  | BSC Lokomotiv Moscow | 4 (3) | 7                  |                  |                  |  |                      |            |            |            |            |  |                 |        |        |
|  | BSC Lokomotiv Moscow  |                      |       | 7                  |                  |                  |  |                      |            |            |            |            |  |                 |        |        |
|  | Grembach Łódź         | 3                    |       |                    |                  |                  |  |                      |            |            |            |            |  |                 |        |        |
|  | Grembach Łódź         | 3                    |       |                    |                  |                  |  | BSC Lokomotiv Moscow | 5          |            |            |            |  |                 |        |        |
|  |                       |                      |       |                    |                  |                  |  | BSC Lokomotiv Moscow | 5          |            |            |            |  |                 |        |        |
|  |                       | SC Braga             | 8     |                    |                  |                  |  |                      |            |            |            |            |  |                 |        |        |
|  | Sporting CP           | SC Braga             | 8     | 6                  |                  |                  |  |                      |            |            |            |            |  |                 |        |        |
|  | Sporting CP           |                      |       | 6                  |                  |                  |  |                      |            |            |            |            |  |                 |        |        |
|  | Cadiz CF Sotelo       | 4                    |       |                    |                  |                  |  |                      |            |            |            |            |  |                 |        |        |
|  | Cadiz CF Sotelo       | 4                    |       | Sporting CP        | 2                |                  |  |                      |            |            |            |            |  |                 |        |        |
|  |                       |                      |       | Sporting CP        | 2                |                  |  |                      |            |            |            |            |  |                 |        |        |
|  |                       | SC Braga             | 3     |                    |                  |                  |  |                      |            |            |            |            |  |                 |        |        |
|  | SC Braga              | SC Braga             | 3     | 9                  |                  |                  |  |                      |            |            |            |            |  |                 |        |        |
|  | SC Braga              |                      |       | 9                  |                  |                  |  |                      |            |            |            |            |  |                 |        |        |
|  | ACD Sótão             | 2                    |       |                    |                  |                  |  |                      |            |            |            |            |  |                 |        |        |

### Ottavi
Le partite si sono giocate il 1 giugno.
| Squadra 1             | Risultato    | Squadra 2          |
| --------------------- | ------------ | ------------------ |
| FC Delta              | 5–2          | BSC Griffin        |
| CSKA Moscow           | 2–2 2–3 rig. | CD Bala Azul       |
| BSC Kristall          | 4–2          | Dinamo Batumi      |
| FC Lokomotiv Moscow   | 7–3          | BSC Grembach Łódź  |
| Seferihisar Cittaslow | 4–6          | BSC Spartak Moscow |
| BSC Artur Music       | 4–4 3–2 rig. | Viareggio BS       |
| Sporting CP           | 6–4          | Cadiz CF Sotelo    |
| SC Braga              | 9–2          | ACD Sótão          |

### Quarti
Le partite si sono giocate il 2 giugno 2017.
Per le posizioni 9-16
| Squadra 1             | Risultato    | Squadra 2     |
| --------------------- | ------------ | ------------- |
| BSC Griffin           | 4–5          | CSKA Moscow   |
| Seferihisar Cittaslow | 6–13         | Viareggio BS  |
| BSC Grembach Łódź     | 3–4          | Dinamo Batumi |
| Cadiz CF Sotelo       | 6–6 2–1 rig. | ACD Sótão     |

Per le posizioni 1-8
| Squadra 1            | Risultato    | Squadra 2       |
| -------------------- | ------------ | --------------- |
| FC Delta             | 6–3          | CD Bala Azul    |
| BSC Spartak Moscow   | 1–3          | BSC Artur Music |
| BSC Lokomotiv Moscow | 4–4 3–2 rig. | BSC Kristall    |
| Sporting CP          | 2–3          | SC Braga        |

### Semifinali
Le partite si sono disputate il 4 giugno 2017.
Per le posizioni 13-16
| Squadra 1             | Risultato | Squadra 2   |
| --------------------- | --------- | ----------- |
| Seferihisar Cittaslow | 2–4       | BSC Griffin |
| BSC Grembach Łódź     | 6–5       | ACD Sótão   |

Per le posizioni 9-12
| Squadra 1     | Risultato | Squadra 2       |
| ------------- | --------- | --------------- |
| Viareggio BS  | 5–3 (dts) | CSKA Moscow     |
| Dinamo Batumi | 1–3       | Cadiz CF Sotelo |

Per le posizioni 5-8
| Squadra 1          | Risultato | Squadra 2    |
| ------------------ | --------- | ------------ |
| BSC Spartak Moscow | 9–0       | CD Bala Azul |
| BSC Kristall       | 9–2       | Sporting CP  |

Per le posizioni 1-4
| Squadra 1            | Risultato | Squadra 2 |
| -------------------- | --------- | --------- |
| BSC Lokomotiv Moscow | 5–8       | SC Braga  |
| BSC Artur Music      | 7–5       | FC Delta  |

### Finali
Le partite si sono giocate il 4 giugno 2017.
Per le posizioni 15-16
| Squadra 1 | Risultato    | Squadra 2             |
| --------- | ------------ | --------------------- |
| ACD Sótão | 4–4 6–5 rig. | Seferihisar Cittaslow |

Per le posizioni 13-14
| Squadra 1         | Risultato | Squadra 2   |
| ----------------- | --------- | ----------- |
| BSC Grembach Łódź | 3–1       | BSC Griffin |

Per le posizioni 11-12
| Squadra 1     | Risultato | Squadra 2   |
| ------------- | --------- | ----------- |
| Dinamo Batumi | 3–6       | CSKA Moscow |

Per le posizioni 9-10
| Squadra 1       | Risultato | Squadra 2    |
| --------------- | --------- | ------------ |
| Cadiz CF Sotelo | 2–4       | Viareggio BS |

Per le posizioni 7-8
| Squadra 1   | Risultato | Squadra 2    |
| ----------- | --------- | ------------ |
| Sporting CP | 6–3       | CD Bala Azul |

Per le posizioni 5-6
| Squadra 1    | Risultato | Squadra 2          |
| ------------ | --------- | ------------------ |
| BSC Kristall | 5–1       | BSC Spartak Moscow |

Per le posizioni 3-4
| Squadra 1            | Risultato | Squadra 2 |
| -------------------- | --------- | --------- |
| BSC Lokomotiv Moscow | 5–4       | FC Delta  |

Finale
| Squadra 1                                                                                             | Risultato | Squadra 2                                                  |
| --- | --------- | ---------------------------------------------------------- |
| SC Braga                                                                                              | 8–5       | BSC Artur Music                                            |
| Leo Martins 1’ Jordan Santos 11’, 32’ Bruno Xavier 18’ Be Martins 20’ Bokinha 24’, 30’ Mauricinho 28’ |           | 3’ Ivan Glutskyi 4’, 11’, 30’ Oleh Zborovskyi 9’ Deiwerson |

## Riconoscimenti
| Capocannoniere                       | Capocannoniere | Capocannoniere |
| ------------------------------------ | -------------- | -------------- |
| Gabriele Gori ( Viareggio BS)        |                |                |
| 18 goals                             |                |                |
| Miglior giocatore                    |                |                |
| Mauricinho ( SC Braga)               |                |                |
| Miglior portiere                     |                |                |
| Vitalii Sydorenko ( BSC Artur Music) |                |                |

Source: 

## Classifica finale
| Posizione | Squadra               |
| --------- | --------------------- |
|           | SC Braga              |
| 2         | BSC Artur Music       |
| 3         | BSC Lokomotiv Moscow  |
| 4         | FC Delta              |
| 5         | BSC Kristall          |
| 6         | BSC Spartak Moscow    |
| 7         | Sporting CP           |
| 8         | CD Bala Azul          |
| 9         | Viareggio BS          |
| 10        | Cadiz CF Sotelo       |
| 11        | CSKA Moscow           |
| 12        | Dinamo Batumi         |
| 13        | BSC Grembach Łódź     |
| 14        | BSC Griffin           |
| 15        | ACD Sótão             |
| 16        | Seferihisar Cittaslow |